# Consejo Nacional de Ciberseguridad
El Consejo Nacional de Ciberseguridad (CNC) de España es un órgano colegiado de apoyo al Consejo de Seguridad Nacional. El Consejo refuerza las relaciones de coordinación, colaboración y cooperación entre las distintas Administraciones Públicas con competencias en materia de ciberseguridad, así como entre los sectores públicos y privados, y facilitará la toma de decisiones del propio Consejo mediante el análisis, estudio y propuesta de iniciativas tanto en el ámbito nacional como en el internacional.
El Consejo Nacional de Ciberseguridad se crea por Acuerdo del Consejo de Seguridad Nacional del 5 de diciembre de 2013.

## Funciones
Al Consejo Nacional de Ciberseguridad le corresponden las siguientes funciones:
- Proponer al Consejo de Seguridad Nacional las directrices en materia de planificación y coordinación de la política de Seguridad Nacional relacionadas con la ciberseguridad.
- Contribuir a reforzar el adecuado funcionamiento del Sistema de Seguridad Nacional en el ámbito de la ciberseguridad, cuya supervisión y coordinación corresponde al Consejo de Seguridad Nacional.
- Apoyar al Consejo de Seguridad Nacional en su función de verificar el grado de cumplimiento de la Estrategia de Seguridad Nacional y proponer, en su caso, su revisión, en lo relacionado con la ciberseguridad.
- Verificar el grado de cumplimiento de la Estrategia de Ciberseguridad Nacional, así como de los instrumentos de desarrollo aprobados, para ulterior informe al Consejo de Seguridad Nacional, con propuestas para una posible revisión de la existente o aprobación de una nueva estrategia sectorial.
- Contribuir a la elaboración de propuestas normativas para el fortalecimiento del Sistema de Seguridad Nacional en el ámbito de la ciberseguridad.
- Apoyar la toma de decisiones del Consejo de Seguridad Nacional en las materias propias del ámbito de la ciberseguridad, mediante el análisis, estudio y propuesta de iniciativas tanto en el ámbito nacional como en el internacional.
- Reforzar las relaciones con las Administraciones Públicas concernidas en el ámbito de la ciberseguridad, así como la coordinación, colaboración y cooperación entre los sectores público y privado.
- Realizar en apoyo del Comité Especializado de Situación la valoración de los riesgos y amenazas, analizar los posibles escenarios de crisis, en especial de aquellos susceptibles de derivar en una situación de interés para la Seguridad Nacional, en el ámbito de la ciberseguridad, y evaluar los resultados de su ejecución, todo ello en coordinación con los órganos y autoridades directamente competentes y con el Comité Especializado de Situación.
- Contribuir a la organización de la contribución de recursos a la Seguridad Nacional de responsabilidad del Consejo de Seguridad Nacional en el ámbito de la ciberseguridad.
- Aprobar sus propias normas de régimen interno y de funcionamiento.
- Todas aquellas otras funciones que le atribuya el ordenamiento jurídico o que le encomiende el Consejo de Seguridad Nacional.

## Reuniones
- Reunión del Consejo Nacional de Ciberseguridad, 26 de febrero de 2014.[3]
- Reunión del Consejo Nacional de Ciberseguridad, 9 de marzo de 2016.[4]
- Reunión del Consejo Nacional de Ciberseguridad, 12 de enero de 2017.[5]
- Reunión del Consejo Nacional de Ciberseguridad, 8 de marzo de 2017.[6]
- Reunión del Consejo Nacional de Ciberseguridad, 7 de abril de 2017.[7]
- Reunión del Consejo Nacional de Ciberseguridad, 17 de mayo de 2017.[8]
- Reunión del Consejo Nacional de Ciberseguridad, 19 de marzo de 2018.[9]
- Reunión del Consejo Nacional de Ciberseguridad, 11 de octubre de 2018.[10]
- Reunión del Consejo Nacional de Ciberseguridad, 21 de febrero de 2020.[11]
- Reunión del Consejo Nacional de Ciberseguridad, 9 de enero de 2019.[12]
- Reunión del Consejo Nacional de Ciberseguridad, 11 de julio de 2022.[13]
- Reunión del Consejo Nacional de Ciberseguridad, 14 de julio de 2023.[14]